# دانیار اسماعیلوف
دانیار اسماعیلوف (انگلیسی: Daniyar Ismayilov، زاده ۳ فوریهٔ ۱۹۹۲) وزنه‌بردار اهل ترکمنستان- ترکیه است.
وی در بازی‌های المپیک تابستانی ۲۰۱۲ به نمایندگی کشور ترکمنستان در وزن ۶۹ کیلوگرم شرکت کرد و در رتبه ۱۳ قرار گرفت اما وی با قبول ملیت کشور ترکیه در مسابقات وزنه‌برداری شرکت کرد توانست در مسابقات قهرمانی وزنه‌برداری جهان ۲۰۱۵ مدال برنز را کسب کند.